# Craneometría

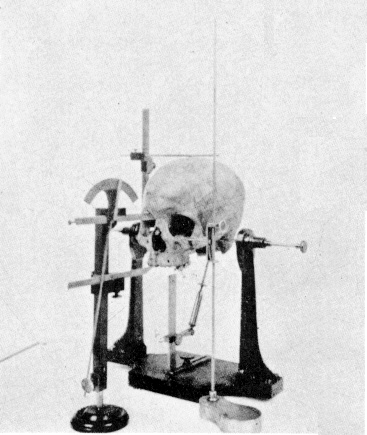
Un cráneo humano y un dispositivo de medida de 1902.

Se llama craneometría o craniometría a la disciplina que estudia las diferentes medidas que son posibles obtener en un cráneo. Es distinta a la frenología (el estudio de la personalidad y el carácter) y la fisiognomía (el estudio de las características faciales), pero tiene con ellas en común el haber reclamado la capacidad de predecir pseudocientíficamente rasgos de personalidad o inteligencia. Una vez fueron intensivamente practicadas dentro de la antropología, especialmente en la antropología física del siglo XIX.

## Darwinismo
La craneometría y el estudio de los esqueletos fueron usados como bases argumentativas de la teoría de la evolución en el libro El origen de las especies (1859) de Charles Darwin. Con la consolidación del darwinismo social, se trató de justificar científicamente la segregación social según la raza, basándose en la supuesta superioridad intelectual de una raza humana sobre otra inferior, por su capacidad craneal cúbica. Dicha ideología se hizo muy popular durante la primera mitad del siglo XX y contribuyó a la propagación del movimiento de la eugenesia, siendo una de sus figuras prominentes Georges Vacher de Lapouge, quien clasificó a la humanidad en varias "razas" diferentes y jerarquizadas, desde la «raza aria blanca, dolicocéfala» (cabeza larga y delgada) a la «braquicéfala» (cabeza corta y ancha). 
En su libro El origen del hombre, Darwin habló frecuentemente de "razas humanas", divididas en dos clases principales: 1) las "razas civilizadas", y 2) las "razas salvajes", apelando a una supuesta relación entre las facultades intelectuales y el tamaño del cerebro. Darwin cita una clasificación craneométrica en la que se describe a los europeos con la mayor capacidad intelectual, mientras que describe a los asiáticos y aborígenes australianos con la menor capacidad, en base al tamaño de su cerebro:

La creencia de que existe en el hombre alguna estrecha relación entre el tamaño del cerebro y el desarrollo de las facultades intelectuales se apoya en la comparación de los cráneos de las razas salvajes y las razas civilizadas, de los pueblos antiguos y modernos, y por la analogía de toda la serie de vertebrados. El Dr. J. Barnard Davis ha demostrado por muchas medidas cuidadosas, que la capacidad interna media en el cráneo de los europeos es de 92,3 pulgadas cúbicas (1.512,53 cm³), en los americanos es de 87,5 (1.433,87 cm³) y en los asiáticos es de 87,1 (1.427,31 cm³) y en los australianos es de sólo 81,9 pulgadas cúbicas (1.342,1 cm³). El profesor Broca ha encontrado que en el siglo XIX los cráneos de las tumbas en París eran mayores que las de las tumbas del siglo XII, en el periodo de 1484 a 1426, y que el aumento de tamaño, comprobado por mediciones, era exclusivamente en la parte frontal del cráneo - la sede de las facultades intelectuales.
Charles Darwin (1871), Parte I, págs. 54-55

## El índice cefálico
El profesor de anatomía sueco Anders Retzius (1796-1860) usó por primera vez el índice cefálico en la antropología física para clasificar los restos humanos antiguos hallados en Europa. Retzius clasificó los cerebros en tres categorías principales: «dolicocéfala» (del griego antiguo kephalê, ‘cabeza’, y dolikhos, ‘largo y delgado’), «braquicéfala» (corta y ancha) y «mesocéfala» (largo y ancho intermedios).
Estos términos fueron usados por Georges Vacher de Lapouge (1854-1936), uno de los pioneros de las teorías científicas en esta área y un teórico de la eugenesia, quien en L'Aryen et son rôle social (‘Los arios y su papel social’, 1899) dividió la humanidad en varias «razas» diferentes y jerarquizadas, desde la «raza aria blanca, dolicocéfala» a la «braquicéfala, mediocre e inerte», mejor representada por los «judíos» (sic). Entre estas, Vacher de Lapouge identificaba al «Homo europaeus» (teutónico, protestante, etcétera), al «Homo alpinus» (auvernios, turcos, etcétera) y finalmente al «Homo mediterraneus» (napolitanos, andaluces, etcétera). Vacher de Lapouge se convirtió en uno de los principales inspiradores del antisemitismo e ideología nazis. Su clasificación fue reflejada por William Z. Ripley en Las razas de Europa (1899).

## Craneometría y antropología

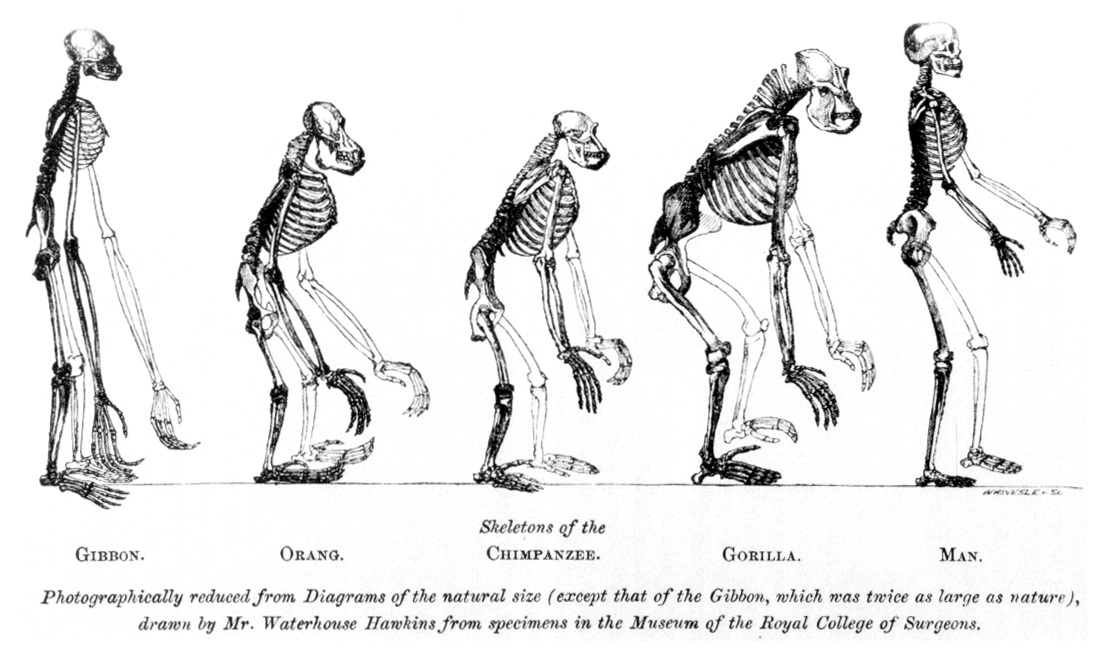
En este frontispicio de su Evidence as to Man's Place in Nature (1863), T. H. Huxley publicó por primera vez su famosa imagen comparando el esqueleto de los simios al de los humanos.

En 1784, Louis-Jean-Marie Daubenton, quien escribió muchas memorias de anatomía comparada para la Academia francesa, publicó la Mémoire sur les différences de la situation du grand trou occipital dans l’homme et dans les animaux (‘Memoria sobre las diferentes posiciones del foramen occipital en hombres y animales’). Seis años después, Pieter Camper (1722-1789), distinguido artista y anatomista, publicó algunas conferencias incluyendo una descripción de sus métodos craneométricos, lo que puede afirmarse con justicia que sentó las bases de todos los trabajos subsiguientes.
Pieter Camper descubrió el «ángulo facial», una medida diseñada para determinar la inteligencia animal entre especies diferentes. Según esta técnica, un «ángulo facial» se forma trazando dos líneas: una horizontalmente desde la nariz al oído y otra perpendicular desde la parte sobresaliente de la mandíbula superior hasta la parte más prominente de la frente. Camper comprobó que las estatuas antiguas griegas presentaban un ángulo de 90°, los europeos de 80°, los negros de 70° y el orangután de 58°. Descubrió que el ángulo facial es directamente proporcional al tamaño del cerebro, y que el tamaño de este es directamente proporcional al grado de inteligencia.

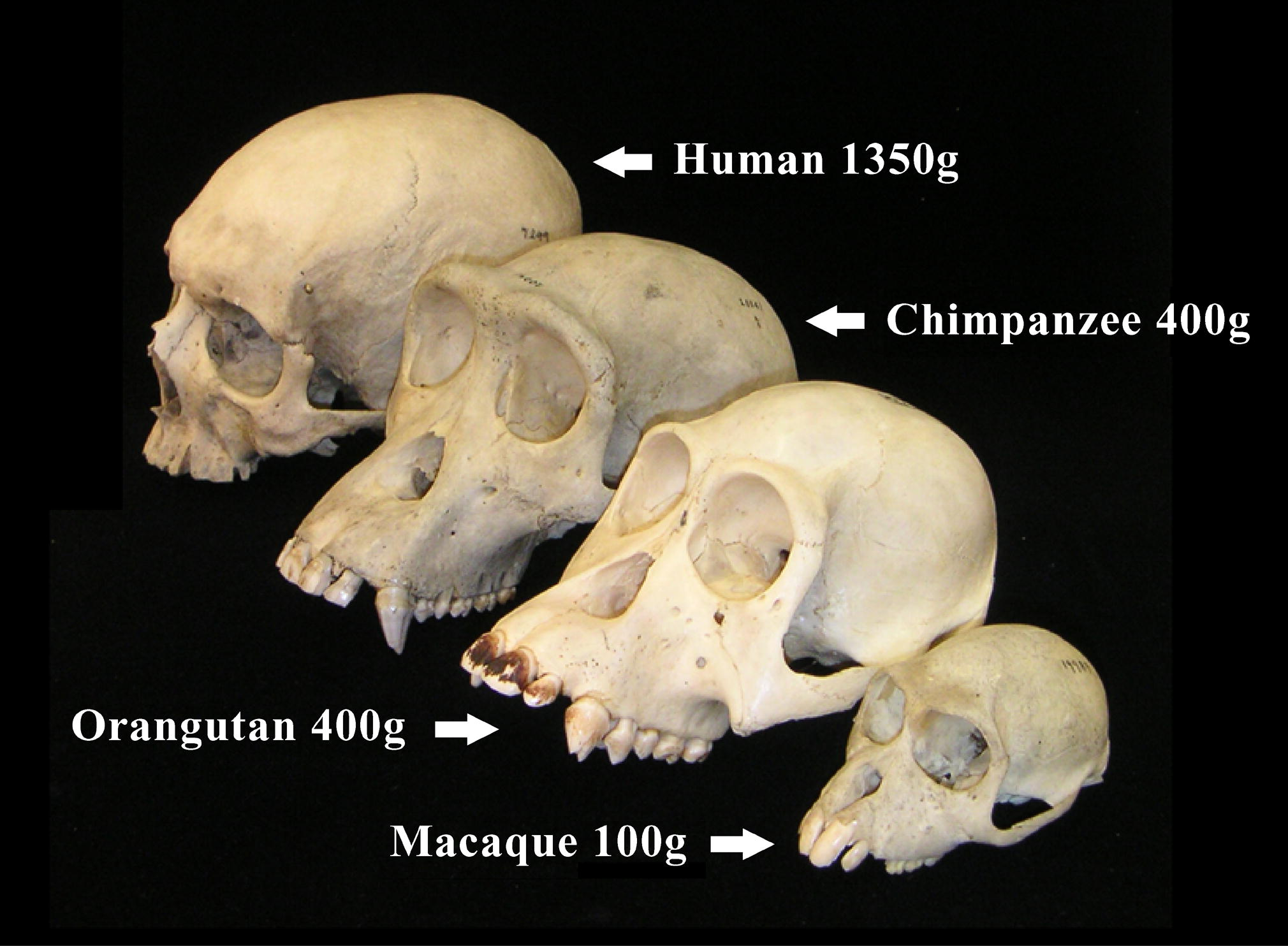
Selección de cráneos de primates.

En el siglo XIX fueron numerosos los notables contribuidores a la literatura sobre craneometrías. Aunque es imposible analizar cada trabajo o incluso registrar todos los nombres de sus autores, debe añadirse que para el propósito de amplias comparaciones de humanos con otros animales los métodos craneométricos fueron usados por Paul Broca (1824-1880), fundador de la Sociedad Antropológica en 1859 en Francia, y por T. H. Huxley (1825-1895) en Inglaterra. Al comparar esqueletos de simios y hombres, Huxley respaldó la teoría de la evolución de Charles Darwin, desarrollando el «principio pitecométrico», que afirmaba que el hombre y el mono descendían de un ancestro común.
Junto con el trabajo de Ernst Haeckel (1834-1919), quien se hizo famoso con la actualmente obsoleta «teoría de la recapitulación» (según la cual cada individuo seguía la evolución de la especie completa durante su vida), estas investigaciones sobre cráneos y esqueletos ayudaron a liberar a la Europa del siglo XIX de sus sesgos etnocéntricos. En particular, el descubrimiento en 1891 por Eugène Dubois (1858-1940) del «Hombre de Java» (Trinil, isla de Java, Indonesia), que sería el primer espécimen de Homo erectus descubierto, demostrando la ascendencia de la humanidad fuera de Europa (aunque, más de un siglo después, sabemos que ni Asia fue la cuna de la humanidad ni Homo erectus ancestro de Homo sapiens).

## Capacidad craneal, razas e ideas científicas de los siglosXIX-XX

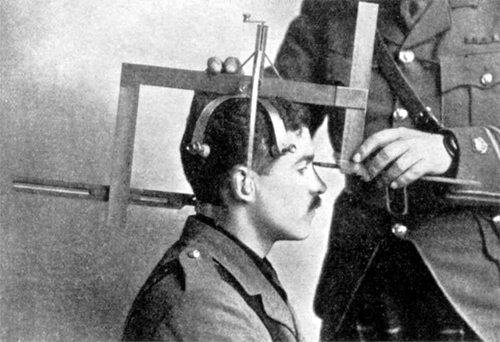
Un «craneómetro» diseñado circa 1910 para la investigación antropológica

Samuel George Morton (1799-1851), uno de los inspiradores de la antropología física, recogió cientos de cráneos humanos de todo el mundo y empezó a intentar hallar una forma de clasificarlos según algún criterio lógico. Influido por las teorías comunes de su época, afirmó que podía juzgar la capacidad intelectual de una raza gracias a la capacidad craneal (la medida del volumen del interior del cráneo). Un cráneo grande significaba un gran cerebro y mayor capacidad intelectual, y un cráneo pequeño indicaba un cerebro pequeño y una menor capacidad intelectual. Mediante el estudio de estos cráneos, Morton decidió en qué punto los caucásicos dejaban de serlo, y en qué punto empezaban los negros. Morton tenía muchos cráneos del antiguo Egipto y concluyó que los antiguos egipcios no eran africanos, sino blancos. Sus principales monografías fueron: Crania Americana (1839), An Inquiry into the Distinctive Characteristics of the Aboriginal Race of America y Crania Aegyptiaca (1844). En Crania Americana afirmó que la capacidad craneal media de los blancos era de 1425 cm³, mientras la de los negros era de 1278 cm³.
Stephen Jay Gould (1941-2002), un paleontólogo, biólogo evolucionista e historiador de la ciencia estadounidense, estudió estas obras craneométricas desde una perspectiva histórica en The Mismeasure of Man (1981). Mostró que Samuel Morton había manipulado datos y rellenado los cráneos para poder justificar sus nociones preconcebidas sobre las diferencias raciales.
Los seguidores de Morton, especialmente Josiah C. Nott (1804-1873) y George Gliddon (1809-1857) en su monumental tributo al trabajo de Morton, Types of Mankind (1854), llevaron sus ideas más allá y afirmaron que sus hallazgos apoyaban de hecho la noción de poligenismo, que afirma que la humanidad se originó de diferentes linajes y es el antecesor de la hipótesis multirregional. El propio Morton se había mostrado reacio a propugnar explícitamente el poligenismo porque suponía un importante desafío a la versión bíblica de la creación. Charles Darwin se opuso a Nott y Glidon en The Descent of Man (1871), argumentando en pro de un monogenismo de la especie. Darwin concebía el origen común de todos los humanos (la hipótesis del origen único) como esencial para la teoría de la evolución.
Además, Josiah Nott fue el traductor al inglés del Essai sur l'inégalité des races humaines de Joseph Arthur de Gobineau (1853-1855), una de las obras fundadoras del grupo de estudio que segregan la sociedad según la «raza», en contraste con la teoría de la razas de Henri de Boulainvilliers (1658-1722). Boulainvilliers oponía los Français, supuestos descendientes de los francos nórdicos y miembros de la aristocracia, al Tercer Estado, considerados galo-romanos indígenas que fueron subordinados por los francos mediante el derecho de conquista. Gobineau, mientras tanto, hacía tres divisiones principales entre razas, basándose no en el color, sino en condiciones climatológicas y ubicación geográfica, privilegiando a la raza «aria».
En 1873, Paul Broca (1824-1880) halló el mismo patrón descrito en el Crania Americana de Samuel Morton pesando cerebros en autopsias. Otros estudios históricos propugnando una diferencia entre negros y blancos en cuanto a tamaño del cerebro incluyen Bean (1906), Mall (1909), Pearl (1934) y Vint (1934).

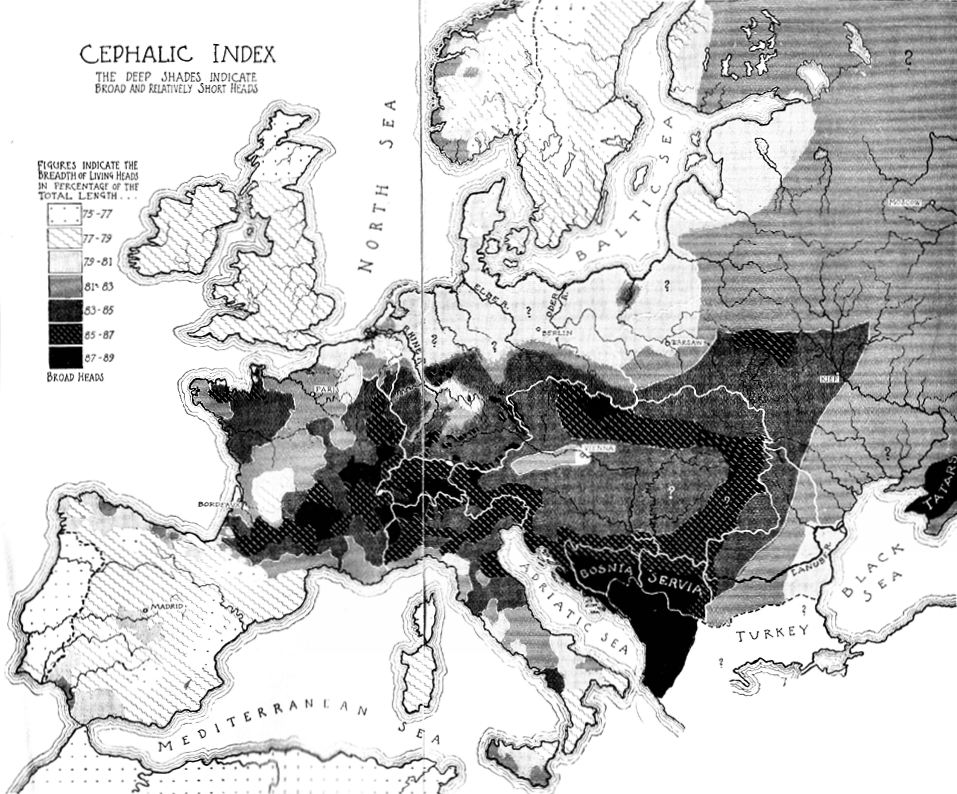
Mapa del «índice cefálico» en Europa de William Z. Ripley, publicado en Las razas de Europa (1899).

Más aún, la clasificación racial de Georges Vacher de Lapouge («teutónico», «alpino» y «mediterráneo») fue reutilizada por William Z. Ripley (1867-1941) en su obra Las razas de Europa (1899), quien incluso hizo un mapa de Europa según el supuesto índice cefálico de sus habitantes.

## Craneometría, frenología y fisiognomía
La craneometría también fue usada en la frenología, que intentaba determinar el carácter, los rasgos de personalidad y las tendencias criminales a partir de la forma de la cabeza y por tanto del cráneo. A comienzos del siglo XIX, Franz Joseph Gall (1758-1822) desarrolló la «craneoscopia» (del griego kranion, ‘cráneo’, y scopos, ‘visión’), un método para determinar la personalidad y el desarrollo de las facultades mentales y morales a partir de la forma externa del cráneo. La craneoscopia fue más tarde rebautizada «frenología» (del griego frenos, ‘mente’, y logos, ‘estudio’) por su alumno Johann Spurzheim (1776-1832), quien escribió extensivamente sobre el «sistema fisiognómico de los doctores Gall y Spurzheim». La fisiognomía establecía una correlación entre las características físicas (especialmente las faciales) y los rasgos de la personalidad. Fue hecha famosa por Cesare Lombroso (1835-1909), el fundador de la criminología antropológica, quien afirmaba ser capaz de identificar científicamente vínculos entre la naturaleza de un crimen y la personalidad o apariencia física del criminal. Creador del concepto de «criminal nato» y defensor del determinismo biológico, Lombroso intentó reconocer a criminales gracias a las medidas de sus cuerpos. Concluyó que las características craneales y faciales eran pistas de la criminalidad genética, y que estas características podían ser medidas con craniómetros y calibradores con los resultados desarrollados en un análisis cuantitativo. Unos pocos de los 14 rasgos identificados de un criminal incluían mandíbulas largas, proyección hacia fuera de éstas, frente baja e inclinada, pómulos grandes, narices aplastadas o respingonas, orejas con forma de asa, nariz aguileña o labios carnosos, ojos duros y furtivos, barba escasa o calvicie, insensibilidad al dolor, brazos largos, etcétera.

## Crítica y resurgimiento de teorías craneales antiguas en elsigloXX

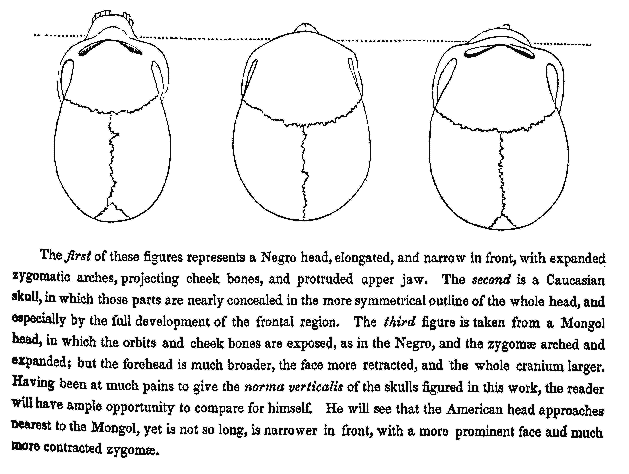
Dibujo de 1839 de Samuel George Morton de «una cabeza de negro… un cráneo caucásico… una cabeza mongola.».

Tras ser una influencia fundamental en el supremacismo blanco estadounidense, Las razas de Europa (1899) de William Ripley terminaría siendo reescrito en 1939, justo antes de la Segunda Guerra Mundial, por el antropólogo físico de Harvard Carleton S. Coon. Este acabaría dimitiendo de la American Association of Physical Anthropologists. Algunas de sus otras obras fueron descartadas porque no estuvo de acuerdo con las evidencias expuestas por las obras de científicos como Franz Boas, Stephen Jay Gould, Richard Lewontin, Lieberman y otros, que restaban importancia o incluso descartaban la raza como concepto válido con el que particionar la biodiversidad.
J. Philippe Rushton, psicólogo y autor de la controvertida obra Race, Evolution and Behavior (1995), que ha sido considerada por la mayoría de la comunidad científica[cita requerida] una resurrección de las teorías científicas del siglo XIX, reanalizaba la retabulación de Gould en 1989 y defendía que Samuel Norton, en su Crania Americana de 1839, había descubierto un patrón de tamaño cerebral decreciente procedente de asiáticos, europeos y africanos. En su libro de 1995, Rushton daba un volumen endocraneal medio de 1364 cm³ para «orientales», 1347 para blancos y 1268 para negros. Otras afirmaciones parecidas han sido realizadas por Ho et al. (1980), quien midió 1261 cerebros en autopsias, y Beals et al. (1984), quien midió aproximadamente 20 000 cráneos, hallando el mismo patrón asiático-europeo-africano.
Rushton es el director del Pioneer Fund, que afirma promover «el avance del estudio científico de la herencia y las diferencias humanas» y que publica el Mankind Quarterly, al que ha contribuido, entre otros, el fundador de Nouvelle Droite Alain de Benoist. La asociación de Rushton ha sido calificada como «grupo de odio» por el Southern Poverty Law Center (SPLC), una organización pro derechos civiles.
Rushton ha sido acusado por otros investigadores de malinterpretar los datos. Cuando los reanalizaban, Zack Cernovsky et al. argumentan que muchas de las afirmaciones de Rushton son incorrectas. Así, escribieron que:

La rápida y ansiosa aceptación de datos débiles, sesgados y no representativos, como evidencia científica de diferencias raciales del potencial humano con base genética y relativamente inmutables, lleva a la guerra psicológica sobre grupos raciales oprimidos. Difamaciones parecidas de minorías vulnerables por parte de los pseudocientíficos nazis llevaron a la pérdida de millones de vidas humanas en el pasado. La teoría estadística clasifica esfuerzos parecidos como errores de Tipo I (un rechazo erróneo de la hipótesis nula).

## Uso moderno de la craneometría
Los datos del volumen cerebral y otros parámetros craneométricos se usan científicamente para comparar en la actualidad especies animales y para analizar la evolución de la especie humana en la arqueología.[cita requerida]